# Roswitha Schier

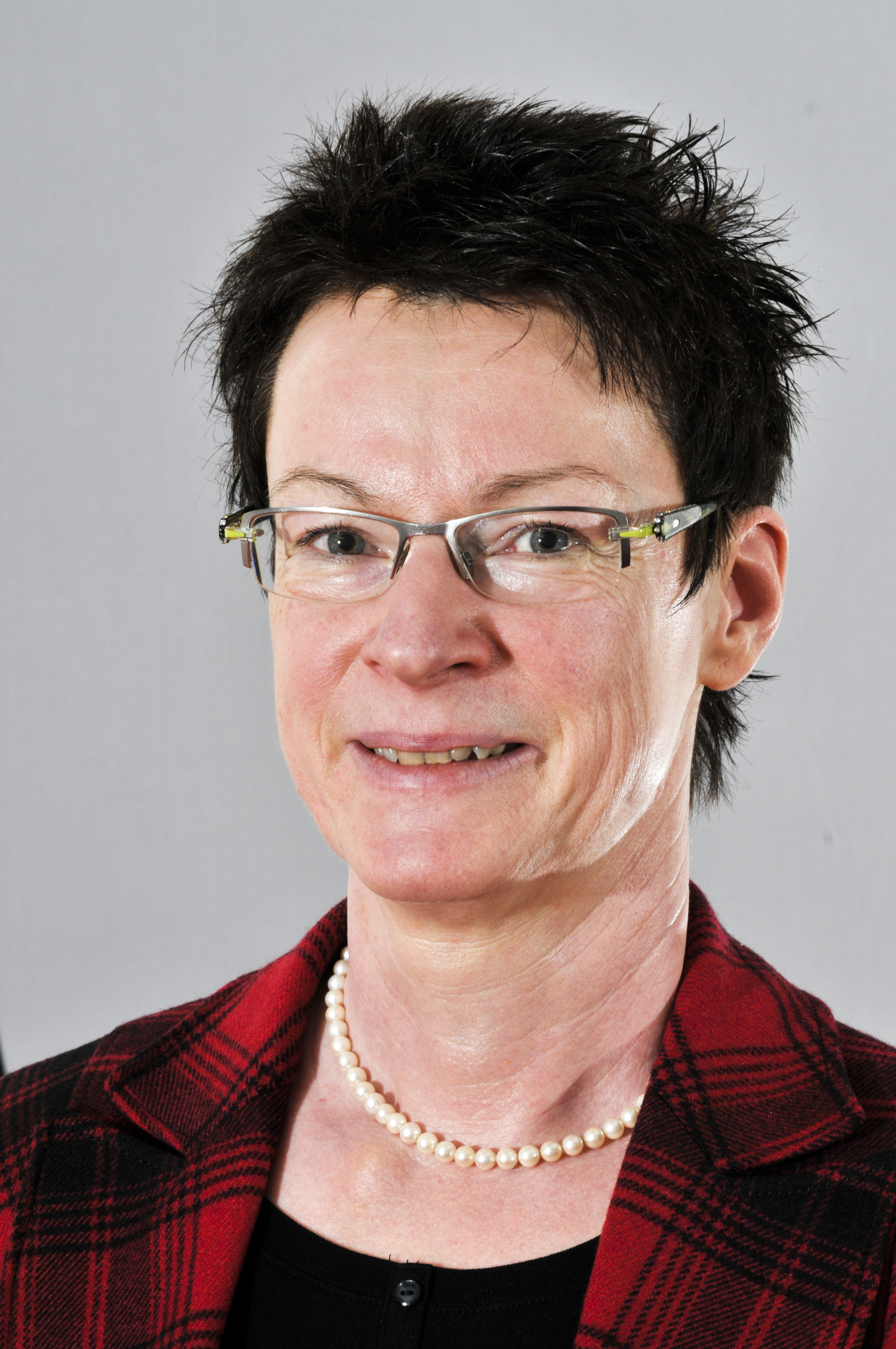
Roswitha Schier (2016)

Roswitha Schier (* 14. Juli 1962 in Lübbenau) ist eine deutsche Politikerin (CDU). Sie war von 2004 bis 2024 Abgeordnete des Brandenburgischen Landtags.

## Ausbildung und Beruf
Roswitha Schier machte von 1979 bis 1982 eine Ausbildung zur Krankenschwester an der Fachschule Cottbus und legte 1982 ihr Staatsexamen ab. Nachdem sie im erlernten Beruf gearbeitet hatte, war sie 1984 bis 1989 Hausfrau. 1989 bis 1991 arbeitete sie als Verkäuferin und 1991 bis 2004 als Mitarbeiterin eines Landtagsabgeordneten der CDU-Fraktion in Brandenburg.
Roswitha Schier ist römisch-katholisch, verheiratet und hat zwei Kinder.

## Politik
Roswitha Schier ist seit 1991 Mitglied der CDU und in ihrer Partei in vielen Vorstandsämtern aktiv. So ist sie seit 1991 Mitglied im CDU-Ortsvorstand Lübbenau, seit 1994 Mitglied des Landesvorstandes der CDU Brandenburg und seit 1996 Mitglied im CDU-Kreisvorstand des Landkreises Oberspreewald-Lausitz und dort seit 2003 Kreisvorsitzende.
Kommunalpolitisch ist sie seit 1998 als Mitglied der Stadtverordnetenversammlung Lübbenau und seit 2003 als Mitglied des Kreistages Oberspreewald-Lausitz tätig.
Bei den Landtagswahlen vom 19. September 2004 trat sie im Landtagswahlkreis Oberspreewald-Lausitz III/Spree-Neiße III als Kandidatin an und wurde erstmals Landtagsabgeordnete. Sie zog wie auch bei den Landtagswahlen 2009 und 2019 über die Landesliste ihrer Partei in das Parlament ein; zwischen 2014 und 2019 war sie direkt gewählte Landtagsabgeordnete. Sie war vom 6. März 2007 bis zum 6. Oktober 2009 die parlamentarische Geschäftsführerin der CDU-Fraktion im Landtag. Zur Landtagswahl 2024 trat Schier nicht mehr an, am 1. November 2024 schied sie aus dem Landtag aus.